# Günther Oettinger
Günther Oettinger (nascut el 15 d'octubre de 1953 a Stuttgart, Alemanya) és un polític alemany de la Unió Demòcrata Cristiana (CDU). Des de 2005 fins a 2010 fou el ministre-president del land de Baden-Württemberg.
Oettinger ha estat Comissari Europeu d'Energia, durant la Comissió Barroso, entre 2010 i 2014. Després de les eleccions europees de 2014 fou Comissari Europeu de l'Agenda Digital de la Comissió Juncker, càrrec que va exercir fins al 31 de desembre del 2016 quan, després de la sortida de Kristalina Georgieva, va passar a exercir de comissari europeu de Programació Financera i Pressupostos.